# Feta

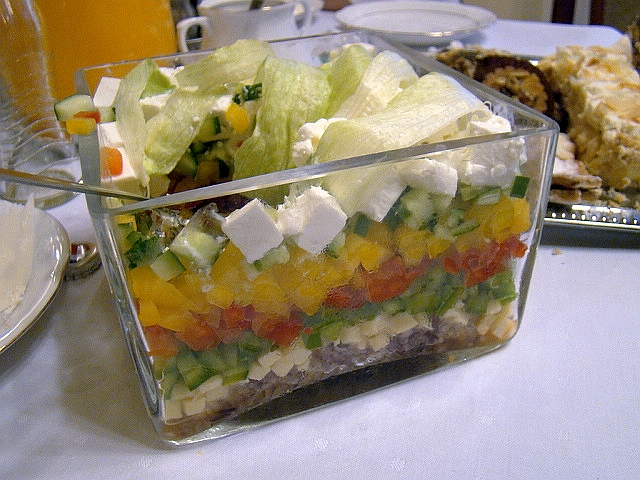
Salad với feta (khối trắng gần tầng trên cùng).

Feta (tiếng Hy Lạp: φέτα, féta, "lát") là một loại pho mát sữa đông ngâm muối màu trắng được làm ở Hy Lạp từ sữa cừu, hoặc từ một hỗn hợp sữa cừu và dê. Nó là một loại pho mát xốp ủ lâu, thường được sản xuất trong dạng khối, và kết cấu của nó có chút hạt. Fete được dùng làm pho mát tại bàn, cũng như trong salad (ví dụ như pho mát Hy Lạp) và bánh. Công dụng nổi bật nhất của nó là trong các món dựa trên bột nhào filo như spanakopita ("bánh rau chân vịt") và tyropita ("bánh pho mát"), hoặc phục vụ với một số dầu ô liu hoặc ô liu và rắc thêm rau thơm như oregano. Nó cũng có thể được nấu hoặc nướng, làm một phần của bánh kẹp, trong trứng tráng, hoặc làm một món mặn thay thế cho các loại pho mát khác.
Từ năm 2002, "feta" đã được chứng nhất sản phẩm được bảo vệ xuất xứ ở liên minh châu Âu. Theo pháp luật Liên minh châu Âu, chỉ có pho mát được sản xuất theo cách truyền thống trong một số khu vực cụ thể của Hy Lạp, mà là làm từ sữa cừu, hoặc từ hỗn hợp sữa cừu và có lượng sữa dê lên tới 30% từ những khu vực đó, có thể được gọi là "feta". Tuy nhiên, các loại pho mát trắng muối tương tự (thường được gọi là "pho mát trắng" trong các ngôn ngữ khác nhau) có thể được tìm thấy ở Đông Địa Trung Hải và xung quanh Biển Đen.